# 早野巴人
早野巴人（はやの はじん、延宝4年（1676年） - 寛保2年6月6日（1742年7月7日））は、 江戸時代の俳人。与謝蕪村の師。のち夜半亭宋阿（やはんてい そうあ）と改める。

## 略歴
下野国那須郡烏山（現・栃木県那須烏山市）に生まれる。延宝5年（1677年）の生まれの説もある。
幼くして江戸に出て俳諧の道を志す。元禄2年（1689年）、松尾芭蕉の『奥の細道』の足跡を辿って旅をする。
再び江戸に戻り、宝井其角、服部嵐雪の門人となり俳諧を学ぶ。
享保12年（1727年）、京都に移る。元文2年（1737年）、砂岡雁宕の誘いにより江戸へ戻り、夜半亭を日本橋本石町に構える。この時に号を宋阿とする。この頃、江戸に出てきた与謝蕪村が門人となる。
寛保2年6月6日（1742年7月7日）、夜半亭にて病没。享年67。辞世の句は「こしらへて有りとは知らず西の奧」である。

## 作品
- 一夜松
- 辛酉歳旦
- 誹諧桃桜
- 夜半亭発句帖（没後、雁宕らが編集）

など